# ヌカキビ
ヌカキビ Panicum bisulcatum Thunb. は、イネ科の雑草の一つ。湿ったところに好んで生え、細かな小穂を大きく広がった花序にまばらに付ける。

## 特徴
柔らかな一年草で全草にわたってほぼ無毛。茎は基部で横に這い、節ごとに根を下ろし、よく枝を出す。葉は扁平で線形、長さ5-30cm、幅5-12mm。基部の葉鞘は葉身より短く、縁に短い毛が並ぶ。葉舌は高さ0.5mmと低く、縁には鋸歯がある。
花期は7-10月頃、花序は立ち上がった茎の先端から、ほぼ真上に向かって出る円錐花序。花序の側枝は長くて、主軸に対して直角かそれ以上に大きな角度に出るので、全体の形は長さと幅が同じくらいに広がり、それぞれ15-30cmほどになる。また先端の枝は細く、多くの小穂をつけて垂れる。
小穂は短い柄があって、暗緑色からしばしば一部が黒紫色になる。卵状長楕円形で、長さ1.8-2mm。第一包穎は先が尖った三角形で小穂の長さの1/2 - 1/3程度で、その基部は小穂を抱く。第二包穎は小穂と同長で5脈を持ち、質は薄い。第一小花は護穎のみを残して退化、その護穎は大きさ、形とも第二包穎とほぼ同じである。第二小花の護穎は革質で薄く、脈ははっきりしないその縁はほぼ同質の内穎を抱え、果実が熟すと暗褐色になる。この第二小花は基部に関節があり、果実が熟すと護穎と内穎に包まれた状態で落下する。この部分の長さは1.5-1.8mm。
和名は糠黍の意味で、花序が散開して細かいことからとのこと。

## 分布
日本では北海道から南西諸島まで広く分布する。世界的には朝鮮、中国、ウスリー、インドシナ、インド、オーストラリアまで分布する。
アジアとオーストラリアの山野でもっとも普通に見られるものの一つとの声もある。

## 生育環境
平地の湿った草地、水田跡などに生える。たとえば霞ヶ浦の湿地植物の再生事業でも、セイタカアワダチソウ除去区画における植物調査で、常に高比率で確認されている。内山(2005)には休耕田、畦、湿地とあり、長田(1984)には休耕田などの湿地とある。

## 近縁種など
同属のオオクサキビは形態的によく似ているが、次の点で区別できる。
- 本種の方が小柄で基部がよく這う。オオクサキビでは斜めに伸びても這うことがない。
- 花序が大きく広がって、先端が垂れる。オオクサキビでは枝が斜めに出て垂れず、小穂は枝に密着する。
- 小穂は小さく、第一包穎は全体の1/3以上を覆う。オオクサキビの小穂は長さが2.5mmほどで、第一包穎は全長の1/4以下である。